# تشوتا
تشوتا هو لاعب كرة قدم إسباني ومغربي في مركز الهجوم، ولد في 5 أبريل 1975 في مليلية في إسبانيا. لعب مع النادي الرياضي بدانية ونادي أليكانتي ونادي إيركوليس ونادي ليفانتي ونادي مليلية ونومانسيا.

## وصلات خارجية
- تشوتا على موقع قاعدة بيانات كرة القدم.إي يو (الإنجليزية)
- تشوتا على موقع Soccerway.com (الإنجليزية)